# Lazer Guided Melodies
Lazer Guided Melodies är ett musikalbum från 1992 av Spiritualized. Albumet är gruppens debutalbum.

## Låtlista
1. "You Know It's True / If I Were With Her Now / I Want You" - 13:11
2. "Run / Smiles / Step Into the Breeze / Symphony Space" - 14:45
3. "Take Your Time / Shine a Light" - 14:09
4. "Angel Sigh / Sway / 200 Bars" - 19:56